# Kupferbergbau auf der Kelchalpe

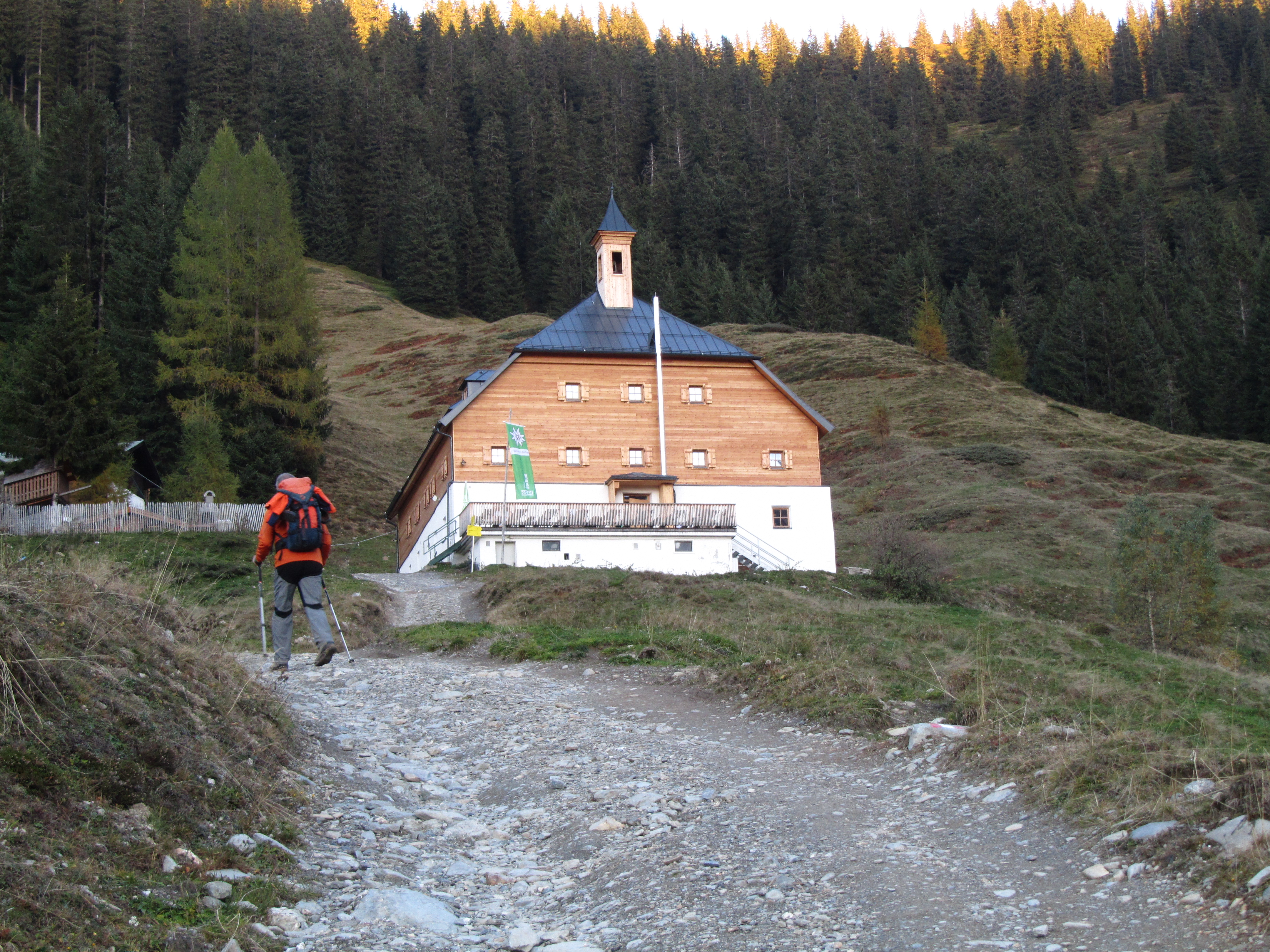
Hütte auf der Kelchalpe

Die Spuren vorzeitlichen Kupferbergbaus auf der Kelchalpe (Kelchalm in Aurach bei Kitzbühel) in Österreich zu Beginn der Spätbronzezeit wurden am Ende des 18. Jahrhunderts von M. Much entdeckt. Er barg Steingeräte (Ambosse), Fragmente von Holzgefäßen, Keramik, Klopfsteine, Unterlageplatten und Tierknochen. Seine Funde befinden sich heute in der Studiensammlung.
Grabungen in den 1930er bis 1950er Jahren wiesen auf der Kelchalpe Kupfererzverarbeitung in Form von Scheideplätzen und Herdstellen auf. In Tirol bestanden solche Plätze bei Kitzbühel am Röhrerbühel und am Schattberg, auf dem Wildseeloder bei Fieberbrunn sowie auf der Kelchalpe und am Wildalpsee (auf 2030 m Höhe). Der frühe Kupferbergbau wurde, wie aus den Funden hervorgeht, in so genannten Verhauen „unter Tage“ betrieben. Man baute nahe der Erdoberfläche Stollen in den Berg, die am Mitterberg bei Bischofshofen, eine Länge von bis zu eineinhalb Kilometern erreichen. Pingen verraten die zumeist verfallenen Stollen durch Einsinken des über den Verhauen befindlichen Erdreiches, die in ihrer Anordnung den unterirdischen Verlauf der Stollen zeigen. Oft liegen Pingen in mehreren Reihen nebeneinander. Vereinzelt wurden aber auch Schächte aus jener Zeit entdeckt. Durch späteren Bergbau sind viele Spuren der Bronzezeit verwischt. Aufgrund der Funde konnte der gesamte Aufbereitungsprozess des Kupfers während der Spätbronzezeit jedoch nachvollzogen werden. Am klarsten ist das Vorgehen am Mitterberg ersichtlich, weniger gut auf der Kelchalpe. Hier sind die Pingen unregelmäßig verteilt, liegen in Gruppen oder sind verstreut. Die Stollen sind in dem leicht verwitternden Tonschiefer eingestürzt und durch Wasser zerstört. Nach den vorgefundenen Geräten gehören die auf der Kelchalpe gefundenen Relikte derselben Zeit an wie die am Mitterberg und bei Reichenhall. Die Werkzeuge der Kelchalpe sind aus erratischem Granit. Ihre Aufbereitung fand nahe den Pingen statt. Hingegen sind hier keine Spuren einer Schmelzstätte zu sehen, wohl weil es zur letzten Scheidung an Wasser und für das Schmelzen an Holz auf den Höhen fehlte. Der Schmelzvorgang geschah daher in tieferen Lagen.
Zur Versorgung der Bergleute wurde vor Ort Almwirtschaft betrieben, deren Spuren ebenfalls gefunden wurden. Die Funde der Grabungen des 20. Jahrhunderts werden im Stadtmuseum Kitzbühel ausgestellt.